# Festa (álbum de Eliana)
Festa é o décimo primeiro álbum de estúdio da cantora e apresentadora brasileira Eliana, lançado em outubro de 2003 pela gravadora BMG (atual Sony Music). O lançamento coincide com um período significativo na carreira de Eliana, que, às vésperas de completar 30 anos, celebrava o êxito do seu programa Eliana na Fábrica Maluca no horário vespertino da Record. Em meio a essa fase de renovação e sucesso, Eliana lançou Festa, um álbum que simboliza sua alegria e celebração pessoal e profissional.
A produção contou com a direção artística de Sérgio Bittencourt e a produção de Guto Graça Mello, além de uma equipe técnica diversificada. Comercialmente, foi bem recebido, alcançando a certificação de disco de ouro pela Associação Brasileira dos Produtores de Discos (ABPD), com 100 mil cópias vendidas.
Este foi o último projeto de Eliana dedicado apenas as crianças, pois no ano seguinte, ela lança um projeto não somente para o público infantil, mas também para adolescentes.

## Antecedentes e contexto
Às vésperas de completar 30 anos, Eliana vivia um período de renovação na televisão, seu programa Eliana na Fábrica Maluca. finalmente estabilizado no horário vespertino após meses de baixos índices de audiência e reformulações na grade da Record. Esse período de ajustes e superação culminou no lançamento do álbum Festa, simbolizando um momento de celebração e sucesso na carreira de apresentadora.
Em junho de 2003, Eliana, que era artista exclusiva da BMG há 10 anos, renovou seu contrato com a gravadora por mais 5 anos. A assinatura aconteceu no início do mês, e alguns veículos de imprensa informaram que o lançamento do seu décimo primeiro álbum de estúdio da carreira aconteceria no mês de agosto, e que o trabalho seria lançado juntamente com um DVD.

## Produção e gravação
A direção artística ficou a cargo de Sérgio Bittencourt, com Guto Graça Mello como produtor e Marcos Quintela como produtor executivo.  As gravações e mixagens ocorreram no Blue Studios, no Rio de Janeiro, exceto pela base da faixa "Parabéns", gravada no Yahoo Estúdio. Sérgio Ricardo atuou como engenheiro de gravação com a assistência de Alexandre Maurell e Renato César.
A parte visual incluiu fotos de Chico Audi, com criação e finalização de Ricardo Zerbinato, completando o sofisticado e alegre projeto de Festa.

## Canções
"Na Casca do Ovo" é uma canção originalmente gravada pelo grupo Trem da Alegria, lançada em seu álbum homônimo de 1986. A faixa tornou-se um sucesso para o grupo, e segundo alguns críticos era uma das canções mais divertidas do álbum.
"Festa do Amor" e "Certo ou Errado" são duas canções no estilo da Jovem Guarda, compostas por Michael Sullivan e Paulo Massadas gravadas por Patricia Marx, nos anos de 1980, para os álbuns Paty (1987) e Patricia (1989). A primeira faixa mencionada, foi incluída na trilha sonora da telenovela Bambolê, da TV Globo, sendo tema da personagem Cristina, vivida pela atriz Carla Marins.

## Álbum de vídeo

Capa do DVD

Em 22 de junho de 2003, alguns veículos de imprensa informaram que Eliana passou alguns dias na praia de Rivera de São Lourenço, num condomínio fechado no litoral norte de São Paulo, com o objetivo de gravar dois videoclipes para o projeto Festa. As instalações na praia serviriam de cenário para as músicas "Chiuaua" e "Bambolê".

### Sinopse
O Sr. Arthur Ventura, um empresário rico e viúvo, é pai de cinco filhos: Beatriz, Eduardo, Pedro Henrique, Ana Clara e Arturzinho. Ele mantém uma disciplina rígida com a ajuda de governantas da escola alemã, mas seus filhos fazem a vida das babás impossível. Eliana, disfarçada como "Lirixi Van Brava", enfrenta o desafio de ser a nova babá. Conectando-se imediatamente com Arturzinho que está para ter sua festa de aniversário, Lirixi também enfrenta a resistência dos outros filhos. Apesar das dificuldades iniciais, ela supera os desafios, compartilha a dor da perda da mãe com as crianças e, com carinho e brincadeiras, devolve a alegria à família, conquistando a confiança das crianças e se envolvendo nos conflitos pessoais e familiares.

## Lançamento e promoção
Embora alguns veículos de imprensa tenham informado que o álbum seria lançado em agosto de 2003, o lançamento ocorreu apenas em outubro do mesmo ano.
A Record aproveitou o Dia das Crianças de 2003, para comemorar também os cinco anos da apresentadora na emissora, exibindo como especial o material incluído no álbum de vídeo antes mesmo dele ser lançado, como um presente para os fãs de Eliana.

## Desempenho comercial
Comercialmente,  tornou-se um sucesso. A Associação Brasileira dos Produtores de Discos (ABPD) certificou-o como disco de ouro após auditoria que confirmou a venda de 100 mil cópias levadas as lojas. O prêmio foi entregue pela dupla sertaneja Zezé Di Camargo & Luciano, durante o especial de Natal da apresentadora na Record.

## Lista de faixas
- Créditos adaptados do álbum Festa nos formatos: CD, VHS e DVD, todos lançados em 2003.[3][11][12]

| Lista de faixas do CD |                               |                                  |         |  |
| N.º                   | Título                        | Compositor(es)                   | Duração |  |
| 1.                    | "Meu Cachorrinho (Chihuahua)" |                                  |         |  |
| 2.                    | "Quando a Música Parar"       |                                  |         |  |
| 3.                    | "A Dança do Bambolelê"        |                                  |         |  |
| 4.                    | "Curumim Ei, Ei"              |                                  |         |  |
| 5.                    | "Festa do Amor"               | Michael Sullivan, Paulo Massadas |         |  |
| 6.                    | "Festa de São João (Medley)"  |                                  |         |  |
| 7.                    | "Parabéns"                    |                                  |         |  |
| 8.                    | "Certo ou Errado"             |                                  |         |  |
| 9.                    | "Mestre Coco"                 |                                  |         |  |
| 10.                   | "Na Casca do Ovo"             | Sullivan, Paulo Massadas         |         |  |
| 11.                   | "Alfabeto"                    |                                  |         |  |
| 12.                   | "Pop Pop (Remix)"             |                                  |         |  |
| 13.                   | "Felicidade"                  |                                  |         |  |
| 14.                   | "Fábrica Maluca"              |                                  |         |  |

| Lista de faixas do DVD e do VHS |                               |                |         |  |
| N.º                             | Título                        | Compositor(es) | Duração |  |
| 1.                              | "Curumim Ei, Ei"              |                |         |  |
| 2.                              | "Mestre Coco"                 |                |         |  |
| 3.                              | "Meu Cachorrinho (Chihuahua)" |                |         |  |
| 4.                              | "A Dança do Bambolelê"        |                |         |  |
| 5.                              | "Quando a Música Parar"       |                |         |  |
| 6.                              | "Festa de São João (Medley)"  |                |         |  |
| 7.                              | "Festa do Amor"               |                |         |  |
| 8.                              | "Pop Pop (Remix)"             |                |         |  |
| 9.                              | "Felicidade"                  |                |         |  |
| 10.                             | "Parabéns"                    |                |         |  |

## Certificações e vendas
| Região                                              | Certificação | Vendas   |
| --------------------------------------------------- | ------------ | -------- |
| Brasil (Pro-Música Brasil)                          | Ouro         | 100,000* |
| *números de vendas baseados somente na certificação |              |          |

## Ligações Externas
- Festa no iTunes
- Festa no Discogs